# 553-й артиллерийский полк
553-й артиллерийский полк — воинское формирование Вооружённых Сил СССР, в Великой Отечественной войне.
Сокращённое наименование — 553 ап.

## История
553-й артиллерийский полк формировался с 17 июля по август 1940 года на основании директивы Народного Комиссара Обороны СССР № 20220 в составе 106-й стрелковой дивизии в городе Краснодар. Ядром полка явились, комначсостав и рядовой состав присланные из других частей Северо-Кавказского военного округа. Полк формировался в составе 3-х дивизионов, 3-х батарейного состава по 4-е орудия в каждой батарее, полковой школы младшего командного состава, штабной батареи и подразделений обслуживания. Пополнение на укомплектование полка поступило из Дальневосточного, Калининского, Приволжского военных округов и Крымской АССР — 1914, 1915, 1920 и 1921 года рождения.
Согласно приказам Народного Комиссара Обороны СССР и Командующего войсками Северо-Кавказского военного округа, полк в составе 106-й стрелковой дивизии убыл 19 мая 1941 года из города Краснодара в город Евпатория Крымской АССР Одесского военного округа.
В день начала Великой Отечественной войны полк в 5.30, по тревоге выступил на ранее подготовленный рубеж обороны Альтама-Саки, Крымской АССР где занимал оборону в составе группы поддержки пехоты 397-го стрелкового полка, с заданием удерживать рубеж и не допустить высадки воздушного и морского десанта противника в районе Севастополь — Евпатория.

И вот настал воскресный день 22 июня 1941 года — мы жили в палатках, и в пятом часу утра орёт дежурный: «Подъём!» А рядом с нашими палатками располагались палатки стрелкового полка. Так что мы решили, что приказ «подъём» касается не нас, а пехоты. Дежурный голосистый попался, он закричал: «Боевая тревога! Война!» Тут уже мы вскакиваем и бежим на конюшню, чтобы запрягать лошадей в передки от орудий. Дело в том, что наши 76-мм пушки стояли в Симферополе, в летних лагерях дислоцировался только личный состав 553-го артиллерийского полка.— Л. В. Гордимер
С 24 по 30 июня полк отмобилизовывался рядовым, младшим и средним начальствующим составом, а также лошадьми. С 1 по 19 июля полк занимал оборону и занимался боевой и политической подготовкой, продолжая проводить инженерные работы.
С 19 июля 1941 года согласно приказу Войскам Крыма полк в составе дивизии перебрасывается на южный берег Сиваша в район Чигары, Кок-Сакал, Камышевка. 20 июля, согласно приказу Войскам Крыма четвёртое орудие каждой батареи вместе с личным и конским составом и материальной частью были выделены в состав 3-й Крымской отдельной стрелковой дивизии. 23 августа полк в составе группы ПП 397 занял оборону по северному берегу Сиваша.
14 сентября 1941 года части дивизии СС «Викинг» в направлении Громовка пытались атаковать боевое охранение на северном берегу Мыс Коса. Огневым ударом полка усиленный отряд захватчиков состоящий из 12 танков, 24 автомашин и 12 мотоциклов был полностью уничтожен, в этом схватке полк получил боевое крещение. 18 сентября батальон 47-го пехотного полка 22-й пехотной дивизии немцев предпринял попытку уничтожить боевое охранение и форсировать Сиваш в двух направлениях перед фронтом 397-го стрелкового полка. 553-й артполк организованным огнём отбил атаку, почти полностью уничтожив батальон, при этом захватил в плен 40 солдат и 4-х офицеров, а также большое количество трофеев.
Поддерживая 17 мая 1942 года наступление 106-й стрелковой дивизии, занявшей в течение суток шесть населённых пунктов, огнём полка уничтожено: 22 танка и до 1000 солдат и офицеров противника. С 17 мая по июнь 1942 года пол ведёт оборонительные бои на Изюм-Барвенковском направлении, находясь в окружении и выходит из него в районе города Изюм. 26 июня 1942 года полк с боями отходит в район Красный Лиман.
2 июля 1942 года полк получил боевое распоряжение штаба 9-й армии о выходе на формирование как не имеющий материальной части. 4 июля в 15.20 553-й артполк погрузился и отправился по железной дороге к станции Калач Воронежской области, но не доехав разгрузился на станции Подгорное откуда пешим строем направился дальше. 8 июля в 14.00 в районе села Белогорье полк подвергся сильной бомбёжке и понёс потери личного состава, вооружения и имущества. 13 июля полк сосредоточился в хуторе Скабельников, где передал в состав 500-го апртполка 199-й стрелковой дивизии 186 человек личного состава, всё обозное имущество, имущество связи и вооружения, а также 125 лошадей.
29 июля 1942 года полк сосредоточился на северной окраине города Сталинграда, где до 5 августа находился на формировании и пополнялся личным составом и вооружением. Полк был сформирован по штату № 4/302 от 28 июля 1942 года: два 3-х батарейных дивизиона по: восемь 76-мм пушек и четыре 122-мм гаубицы и один 2-х батарейный дивизион: четыре 76-мм пушки и четыре 122-мм гаубицы, полностью на механизированной тяге (34 трактора СТЗ). При комплектовании полк получил всего двадцать, требующих капитального ремонта, автомобилей, поэтому в полку ощущался острый недостаток транспорта для подвоза боеприпасов, горючего и продуктов питания.
5 августа 1942 года полк включён в состав 35-й гвардейской стрелковой дивизии и ему присвоено почётное наименование «Гвардейский» и новый войсковой номер 65-й гвардейский артиллерийский полк.

## Подчинение
| Дата            | Фронт (округ)          | Армия                 | Корпус                | Дивизия                  | Примечания |
| --------------- | ---------------------- | --------------------- | --------------------- | ------------------------ | ---------- |
| 22.06.1941 года | Одесский военный округ | -                     | 9-й стрелковый корпус | 106-я стрелковая дивизия | -          |
| 01.07.1941 года | Южный фронт            | фронтового подчинения | 9-й стрелковый корпус | 106-я стрелковая дивизия | -          |
| 10.07.1941 года | Южный фронт            | фронтового подчинения | 9-й стрелковый корпус | 106-я стрелковая дивизия | -          |
| 01.08.1941 года | Южный фронт            | фронтового подчинения | 9-й стрелковый корпус | 106-я стрелковая дивизия | -          |
| 01.09.1941 года | Отдельная армия        | 51-я армия            | 9-й стрелковый корпус | 106-я стрелковая дивизия | -          |
| 01.10.1941 года | Отдельная армия        | 51-я армия            | -                     | 106-я стрелковая дивизия | -          |
| 01.11.1941 года | Войска Крыма           | 51-я армия            | -                     | 106-я стрелковая дивизия | -          |
| 01.12.1941 года | Южный фронт            | 56-я армия            | -                     | 106-я стрелковая дивизия | -          |
| 01.01.1942 года | Южный фронт            | 56-я армия            | -                     | 106-я стрелковая дивизия | -          |
| 01.02.1942 года | Южный фронт            | -                     | -                     | 106-я стрелковая дивизия | -          |
| 01.03.1942 года | Южный фронт            | 57-я армия            | -                     | 106-я стрелковая дивизия | -          |
| 01.04.1942 года | Южный фронт            | 57-я армия            | -                     | 106-я стрелковая дивизия | -          |
| 01.05.1942 года | Южный фронт            | 9-я армия             | -                     |                          |            |
| 01.06.1942 года | Южный фронт            | 9-я армия             | -                     | 106-я стрелковая дивизия | -          |
| 01.07.1942 года | Юго-Западный фронт     | 9-я армия             | -                     | 106-я стрелковая дивизия | -          |

### Командиры полка
- Паринов Пётр Андреевич (1941—1942), майор;
- Якишин Михаил Александрович (1942 — 05.08.1942), майор